# Circum-navegação

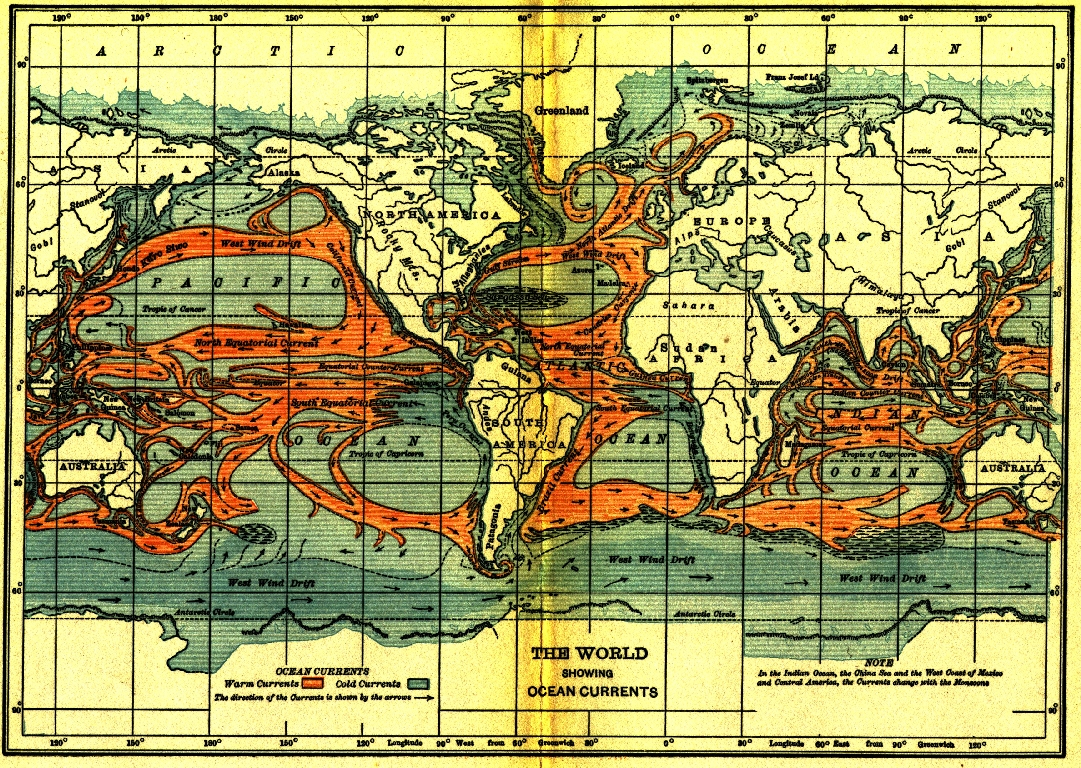
As correntes oceânicas.

A circum-navegação ou circunavegação é uma viagem marítima em torno de um lugar, que pode ser uma ilha, um continente ou toda a Terra. Em 1519, Fernão de Magalhães organizou, com o financiamento dos reis da Espanha, a primeira circum-navegação da história, que acabou por ser concluída pelo comandante Juan Sebastián Elcano (1522), visto que Fernão de Magalhães morreu no decorrer da viagem.
Atualmente, o termo também é usado para designar voos aéreos em volta do mundo.

## Circum-navegação do mundo

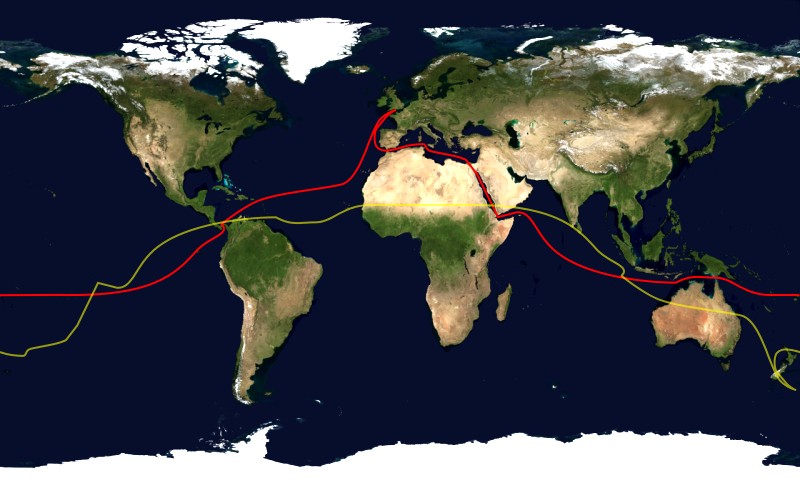
A rota de uma moderna circum-navegação típica de vela, via Canal de Suez e Canal do Panamá, em vermelho; os seus antípodas em amarelo.

Uma definição básica de uma circum-navegação do mundo seria uma rota que cobre pelo menos um grande círculo, ou, mais detalhadamente, uma rota que passe por pelo menos um par de pontos antipodais um do outro. Na prática, diversas definições de circum-navegação do mundo se usam, para se conseguirem prêmios dependendo do método de circum-navegação.

### Vela

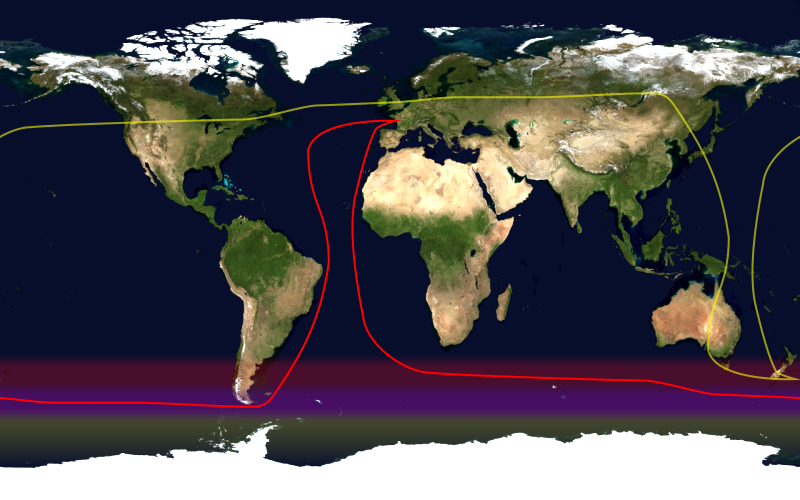
A rota típica de uma corrida de circum-navegação de iates, em vermelho; os antípodas estão em amarelo.

O mapa à direita mostra, em vermelho, uma circum-navegação típica do mundo propulsionada por ventos alísios e os canais de Suez e do Panamá; em amarelo os pontos antipodais a todos os pontos da rota. Pode-se ver que a rota aproxima-se de um grande círculo, e passa com dois pares de pontos antipodais. Isto é uma rota seguida por muitos dos navegantes; o uso dos ventos alísios faz da vela uma navegação relativamente fácil, embora se passe por um número de zonas de calmaria ou de ventos ligeiros.
Numa competição de iates, uma rota à volta do mundo que se aproxime a um grande círculo seria absolutamente impraticável, particularmente num traçado direito onde seria impossível o uso dos canais do Panamá e do Suez. O iate que compete numa circum-navegação do mundo deve fazer um percurso de pelo menos 21 600 milhas náuticas (40 000 km), cruzando a Linha do Equador, os meridianos na mesma direção e finalizar no mesmo porto onde começa. O mapa à esquerda mostra a rota globo de Vendée do traçado à volta do mundo a vermelho; a amarelo os pontos antipodais a todos os pontos da rota. Pode ver-se que a rota não passa em nenhum par de pontos antipodais.

### Aviação
Os expedientes da aviação tomam conta dos padrões da circulação de vento do mundo, as correntes que circulam nos hemisférios setentrional e meridional sem cruzar a linha do equador. Não há, portanto, requisito para cruzar a linha do equador, ou para passar através de dois pontos antipodais, na aviação à volta do mundo. Assim, por exemplo, a circum-navegação global de Steve Fossett pelo globo esteve circunscrita inteiramente dentro do hemisfério meridional.
Para a aviação acionada, o curso de um expediente ao redor do mundo deve começar e acabar no mesmo ponto e cruzar todos os meridianos; o curso deve ter pelo menos 36 787,56 km (22 858,73 milhas) de comprimento (que é a longitude do Trópico de Câncer). O curso deve incluir pontos de controlo determinados no exterior das latitudes que circunda o Círculo Polar Ártico e o Círculo Polar Antártico.
Em um balão aerostático, no que se está totalmente à mercê dos ventos, os requisitos são ainda mais simples: o curso precisa passar por todos os meridianos e deve incluir um sistema no qual pontos de comprovação que são todo o exterior de dois círculos, escolhido pelo piloto, tendo raios de 3 335,85 km (2 072,80 milhas) e incluindo os postes (sem embargo não estarem centralizados necessariamente neles).
Esteve-se o mais próximo possível de alcançar recentemente sucesso na tentativa de circum-navegação polar; fazendo um grande círculo à volta do globo 'verticalmente', ou seja, através de ambos os polos, o que é apenas possível pelo ar.

## Circum-navegações marítimas globais notáveis
- Juan Sebastián Elcano, 1519-1522 (Expedição de Magalhães-Elcano).  Navegador espanhol de origem Basca que comandou e completou o restante da expedição de Fernão de Magalhães-Elcano financiado pelos reis da Espanha (Castilla), que tinha falecido no arquipélago das Filipinas.
- Henrique de Malaca, ?–1521, o intérprete de Magalhães (múltiplas viagens). Foi capturado em Sumatra quando era criança e levado à cidade de Malaca onde foi vendido a Magalhães em 1511; acompanhou Magalhães na circum-navegação e morreu no mesmo local, pelo que fica por provar que alguma vez tenha efetivamente completado o percurso entre Sumatra e Cebu nas Filipinas. Todavia, é provável que sim, pois talvez tenha ido às Molucas do Sul com Magalhães em 1512. Note-se que Magalhães morreu em 1521 numa longitude que já ultrapassara nessa viagem de 1512.
- Os 18 sobreviventes da expedição de Fernão de Magalhães-Elcano, 1519–1522, no Victoria. Depois da morte de Magalhães nas Filipinas em 1521, a circum-navegação foi completada sendo comandante Juan Sebastián Elcano. Foram os primeiros a circum-navegar o globo numa só expedição. A estes é de juntar mais 13 tripulantes da Victoria que foram presos pelos portugueses quando desembarcaram na ilha de Santiago (em Cabo Verde) e que, depois de libertados, também acabariam por regressar à Espanha.
- Os sobreviventes da expedição espanhola de García Jofre de Loaísa, 1525–1536, a primeira expedição a alcançar o Oceano Pacífico pela Passagem de Drake. Nenhum dos sete barcos da expedição Loaísa completaram a viagem, mas o Santa Maria da Victoria alcançou as Molucas antes de ser afundado num ataque português. Fernando da Torre e oito sobreviventes mais voltaram a Espanha num navio português. Andrés de Urdaneta participou desta expedição.
- Francis Drake, 1577–1580, no Golden Hind. A Passagem de Drake deve seu nome a ele, apesar de, ironicamente, jamais ter passado por essa rota, optando pelas águas menos turbulentas do estreito de Magalhães.
- Thomas Cavendish, 1586–1588, no Desire.
- Os sobreviventes das expedições de Jacques Mahu e Olivier van Noort, 1598–1601. Dos cinco barcos de Jacques Mahu e os quatro de Van Noort somente dois regressaram.
- George Spielberg, 1614–1617.
- Willem Schouten e Jacob Le Maire, 1615–1617 no Eendraght. Redescobriram e nomearam o Cabo Horn, descoberto por Francisco de Hoces em 1526.
- Jacob l'Hermite e John Hugo Schapenham, 1623–1626.
- Giovanni Francesco Gemelli Carreri, 1693–1698. O primeiro turista a circum-navegar o globo, pagando a sua passagem, e cruzando o México por terra.
- William Dampier (inglês) 1679–1691; 1703–1707; e 1708–1711. Primeira pessoa a circum-navegar duas vezes o mundo.
- George Anson, primeiro Barão Anson, 1740–1744, no HMS Centurion.
- John Byron, 1764–1766, no HMS Dolphin. Primeira circum-navegação em menos de dois anos.
- Samuel Wallis e Philip Carteret, 1766–1768, no Dolphin e HMS Swallow. Carteret tinha servido na expedição de Byron. Dolphin foi o primeiro barco que superou duas circum-navegações.
- James Cook, 1768–1771, em HMS Endeavour. A primeira circum-navegação a perder a tripulação pelo escorbuto.
- Tobias Furneaux, 1772–1774, em HMS Adventure. A primeira circum-navegação de oeste para leste. (Furneaux era um veterano da expedição de Byron e foi a primeira pessoa a circum-navegar em ambos os sentidos.)
- James Cook, 1772–1775 no HMS Resolution.
- Robert Gray, 1787–1790, primeira circum-navegação por um natural dos Estados Unidos.
- Adam Johann von Krusenstern, 1803–1806 primeira circum-navegação por parte da Rússia.
- Robert Fitzroy, 1831–1836, em HMS Beagle com Charles Darwin.
- A primeira expedição Galathea, 1845–1847, primeira circum-navegação dinamarquesa.
- A fragata espanhola Numancia, 1865–1867, o primeiro barco couraçado que deu a volta ao mundo, comandado sucessivamente por Casto Méndez Núñez e Juan Bautista Antequera.
- Joshua Slocum, 1895–1898, primeira circum-navegação em solitário.
- Harry Pidgeon, 1921–1925 1932–1937, segunda circum-navegação em solitário, primeira pessoa a fazer a circum-navegação em solitário por duas vezes.
- USS Triton, 1960, primeira circum-navegação submarina.
- Irving Johnson, 1934–1958, treinador de vela pioneiro junto com a sua mulher Electa "Exy" Johnson, circum-navegou o mundo por 7 vezes com tripulação amadora.
- Robin Lee Graham, 1965-c. 1970, o mais jovem até então (com 16-21 anos) a fazer a circum-navegação em solitário a bordo de um bote de 24', o Dove.
- Sir Francis Chichester, 1966–1967, primeira circum-navegação em solitário com só um porto de recalo.
- Robin Knox-Johnston, 1968–1969, primeira circum-navegação sem parar em solitário.
- Chay Blyth, 1971, primeira circum-navegação pela rota oeste sem parar em solitário.
- Krystyna Chojnowska-Liskiewicz, 1976–1978, primeira mulher a fazer uma circum-navegação em solitário.
- Naomi James, 1977–1978, primeira mulher a fazer uma circum-navegação em solitário via Cabo Horn.
- Marvin Creamer (USA), 21 de dezembro de 1982 – 17 de maio de 1984, a única pessoa conhecida a circum-navegar a Terra em bote sem ajuda técnica, sem bússola, nem telescópio .
- Família Schürmann, 1984-1994, foi a primeira família brasileira a fazer uma circunavegação ao redor do globo. Esta navegação foi inspirada na expedição de Fernão de Magalhães.
- Tania Aebi, 1985–1987, a mulher mais jovem (com 18-20 anos) e primeira norte-americana em completar uma circum-navegação em solitário a bordo do barco à vela de 26' Varuna.
- Kay Cottee, 1988, primeira mulher a fazer uma circum-navegação sem paragens.
- Amyr Klink, 1998-1999, primeiro brasileiro a circum-navegar sozinho todo o Oceano Antártico a partir da Ilha Geórgia do Sul. Fez o trajeto mais perigoso de uma circunavegação ao enfrentar as tormentosas águas austrais.
- Família Schürmann, 1997-2000, a família repetiu a circum-navegação de Fernão de Magalhães só que desta vez levou a sua filha adotiva "Kat" Schürmann (nascida na Nova Zelândia), que era a caçula da família e que faleceu no dia 29 de maio de 2006 de SIDA ou AIDS.
- Amyr Klink, 2003-2004, refez a primeira circum-navegação, porém com uma tripulação de 5 pessoas e quebrou um recorde de 76 dias neste mesmo percurso.
- Dee Caffari, 2006, primeira mulher a fazer uma circum-navegação em solitário sem parar pela rota oeste, em 178 dias.[7]
- Izabel Pimentel, 2014, primeira mulher latino-americana a fazer circum-navegação em solitário, passando nos mares do sul, pelos três cabos e passando por dois pontos antipodais.

## Outras circum-navegações marítimas notáveis
- Circum-navegação fenícia da África, expedição fenícia enviada pelo Faraó Necao II, c. século VII a.C., a primeira circum-navegação da África.
- O Governador romano Cneu Júlio Agrícola, c. 80, primeira circum-navegação da Grã-Bretanha.
- Jacques Cartier, 1534–1535, primeira circum-navegação da Terra Nova.
- James Cook, 1769–1770, primeira circum-navegação da Nova Zelândia.
- Matthew Flinders, 1801–1803, primeira circum-navegação da Austrália.
- Adolf Erik Nordenskiöld, 1878–1879, primeira circum-navegação da Eurásia.
- RCMP St Roch — primeiro navio a circum-navegar a América do Norte, 1940-1942, de Vancouver a Halifax, via Passagem do Noroeste; e 1950, Halifax a Vancouver, via Canal do Panamá.
- O HMCS Labrador AW 50, 1954, primeiro navio a circum-navegar a América do Norte numa só viagem.
- Miles Clark circum-navega a Europa em 1992 a partir da Irlanda do Norte, cruzando do Mar Branco ao Mar Negro por uma série de hidrovias e canais russos.[8][9]
- A Volvo Ocean Race, regata de barcos à vela, onde se circum-navega o globo, com paragens. Cada edição dessa regata tem tido cada vez mais recordes de quebras de velocidade.

## Recorde marítimo de circum-navegação
- Bruno Peyron (francês), janeiro–março 2005, circum-navegação mais rápida, em 50 dias 16 horas 20 minutos 4 segundos.
- Jean Luc van den Heede (francês), 2004, a mais rápida circum-navegação em solitário pelo oeste, em 122 dias 14 horas 3 minutos 49 segundos.
- Ellen MacArthur (inglesa), 2004–2005, a mais rápida em solitário 71 dias 14 horas 18 minutos 33 segundos.
- Jon Sanders tem o recorde mundial de ter completado uma tripla circum-navegação em solitário.
- Colin Angus, completou a primeira circum-navegação inteiramente impulsionada por energia humana, remando, com canoa, pedalando, e esquiando, em 20 de maio de 2006.

## Circum-navegações aéreas notáveis
- United States Army Air Service, 1924, primeira circum-navegação aérea, cobrindo 44 360 km (27 553 milhas).
- LZ-127 Graf Zeppelin, 1929, pilotado por Hugo Eckener estabeleceu um recorde para a mais rápida circum-navegação aérea, 21 dias, que foi também a primeira circum-navegação aérea em zeppelin.
- Em 1 de Julho de 1931, levando como piloto Wiley Post e navegador a Harold Gatty completaram a sua circum-navegação do mundo a bordo de um avião Lockheed Vega, Winnie Mae, em 8 dias, 15 horas e 51 minutos; o recorde da circum-navegação mais rápida foi outra vez por um avião.
- Em 1932 Wolfgang von Gronau voou ao redor do mundo com um avião de dupla asa e amaragem, um Dornier Do J, Gronland-Wal D-2053, em 4 meses, fazendo 44 escalas na rota. Estava acompanhado pelo copiloto Gerth von Roth, mecânico Franzl Hack, e operador de rádio Fritz Albrecht.[10]
- Em 1961 Yuri Gagarin fez o primeiro voo espacial humano, e completou a primeira órbita da terra, no Vostok 1.
- Geraldine Mock, 1964, primeira mulher em completar uma circum-navegação aérea solitária.
- Don Taylor, 1976, primeira circum-navegação de um voo de aviação geral num avião construído em casa.
- Dick Rutan e Jeana Yeager, 1986, Voyager, primeira circum-navegação sem parar num avião, 9 dias, 3 minutos e 44 segundos.
- Bertrand Piccard e Brian Jones, 1999, primeira circum-navegação em balão sem paragens no Breitling Orbiter 3, 19 dias, 1 hora e 49 minutos, cobrindo 42 810 km.
- Steve Fossett, 3 de março de 2005, primeira circum-navegação aérea em solitário sem reabastecer nem parar, 67 horas, cobrindo 37 000 km.
- Steve Fossett, 11 de fevereiro de 2006, a mais larga sem escalas, sem reabastecer, e voo em solitário (com circum-navegação) num avião, cobrindo 42 469,5 km (26 389,3 mi), em 76 horas e 45 minutos.[11][12]

## Notáveis circum-navegações atravessando terras e mares
- Colin Angus, 20 de maio de 2006, primeira circum-navegação com energia inteiramente humana, com duração de dois anos e uma cobertura de 43 187 km.[13]